# Мультистабільність
У динамічній системі мультистабільність — це її властивість, коли наявні кілька сталих точок рівноваги у векторному просторі, охопленому станами цієї системи. За математичною необхідністю, також повинні існувати нестійкі точки рівноваги між сталими точками. Точки, сталі в одних вимірах і нестійкі в інших, називаються нестабільними, як і у разі з першими трьома точками Лагранжа.

## Бістабільність
Бістабільність є окремим випадком з двома сталими точками рівноваги. Це найпростіша форма мультистабільності, яка може мати місце в системах лише з однією змінною стану, оскільки для розділення двох точок потрібен лише одновимірний простір.

## Початкова нестабільність
Поблизу нестійкої рівноваги, будь-яка система буде чутлива до завад, початкових умов і вимірів системи, котрі можуть спричинити її розвиток в одному з багатьох напрямків, що розходяться. В економіці та суспільних науках, залежність від шляху породжує різні напрямки розвитку. Деякі процеси, залежні від шляху, дуже добре описуються мультистабільністю, оскільки вони спочатку чутливі до вхідних даних, перш ніж досягти стагнального стану — наприклад, нестійкість частини ринку, яка може перерости в стабільну монополію для одного з багатьох можливих постачальників.